# Preço predatório
Preço predatório é uma conduta que se verifica quando uma firma reduz o preço de venda de seu produto abaixo do seu custo, incorrendo em perdas no curto prazo, objetivando eliminar rivais do mercado ou criar barreiras à entrada de possíveis competidores para, posteriormente, quando os rivais saírem do mercado, elevar os preços novamente, obtendo, assim, ganhos no longo prazo. Isso acontece normalmente, quando a inflação do país exportador é superior à inflação internacional, o diferencial se apresenta naturalmente, de princípio como vantagem, porém a longo prazo existe a corrosão econômica.
Em muitos países a prática de preços predatórios é considerada anti-competitiva e ilegal sob a óptica das leis antitruste.